# Leinenweberei Bern
Die Leinenweberei Bern AG ist ein Schweizer Textilunternehmen mit Sitz in Bern.

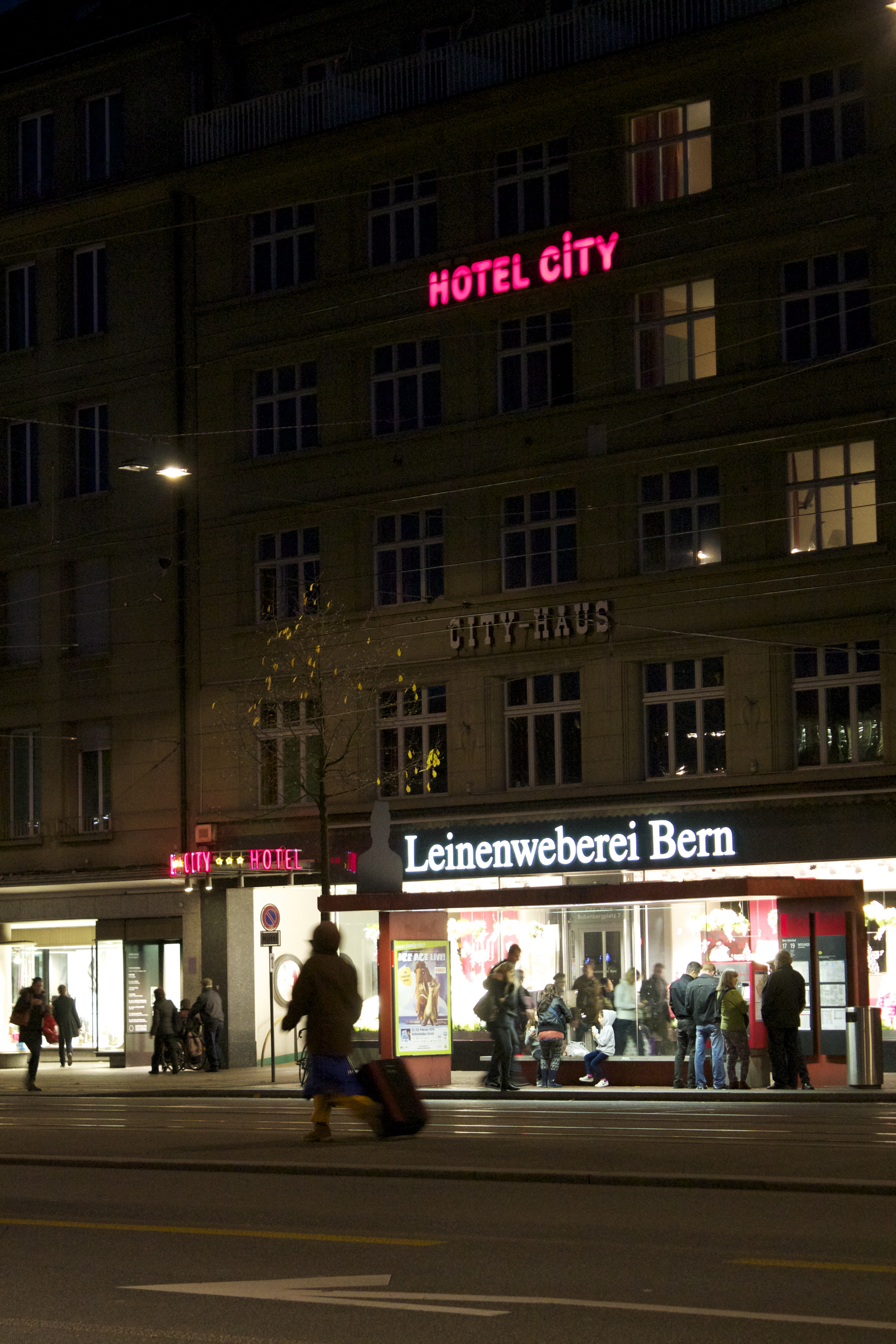
Die Hauptfiliale der Leinenweberei Bern AG am Bubenbergplatz 7 in Bern.

## Geschichte
Die heutige Leinenweberei Bern AG geht auf die 1872 gegründete Firma Leinenweberei Bern, Schwob & Cie. zurück. Einige ehemalige Teilhaber gründeten mit der Kollektivgesellschaft Leinenweberei Bern, Wallach, Lippmann & Cie.  ein neues Unternehmen mit Sitz am Bubenbergplatz 7. Noch im selben Jahr wurde daraus die bis heute bestehende Leinenweberei Bern AG.
Das Schweizer Familienunternehmen produziert insbesondere Küchenwäsche, Tischwäsche, Bettwäsche, Bettinhalte und Frottierwäsche. Nebst den ausländischen Fabrikationsstätten bestehen die Produktionsgebäude im Berner Breitenrainquartier weiter. Die Produkte werden in der Filiale in Bern und in der Verkaufsstelle in Thun vertrieben.